# Katarína Studeníková
Katarína Studeníková (* 2. September 1972 in Bratislava, Tschechoslowakei) ist eine ehemalige slowakische Tennisspielerin.

## Karriere
Studeníková, die den Hartplatz bevorzugte, hatte ihr erstes Spiel im Hauptfeld eines WTA-Turniers 1993 bei den Amway Classic in Auckland gegen Nicole Arendt, der sie mit 4:6 und 1:6 unterlag.
Einen ihrer größten Karriereerfolge konnte sie im Jahr 1996 feiern, als sie Monica Seles in der zweiten Runde in Wimbledon besiegte.
1996 nahm sie für die Slowakei an den Olympischen Spielen in Atlanta teil. Sie verlor dort in der ersten Runde mit 2:6 und 3:6 gegen Ai Sugiyama.
Für die slowakische Fed-Cup-Mannschaft bestritt sie je drei Einzel- und Doppelpartien, von denen sie zwei im Einzel und eins im Doppel gewann.

## Turniersiege

### Einzel
| Nr. | Datum             | Turnier        | Kategorie   | Belag     | Finalgegnerin      | Ergebnis      |
| --- | ----------------- | -------------- | ----------- | --------- | ------------------ | ------------- |
| 1.  | 25. März 1991     | Putignano      | ITF $10.000 | Hartplatz | Cecilia Bargagni   | 7:5, 6:2      |
| 2.  | 25. Mai 1992      | Ashkelon       | ITF $25.000 | Hartplatz | Aurora Gima        | 6:4, 6:4      |
| 3.  | 23. November 1992 | Ramat HaSharon | ITF $25.000 | Hartplatz | Carole Lucarelli   | 6:4, 6:2      |
| 4.  | 29. März 1993     | Moulins        | ITF $25.000 | Hartplatz | Rita Grande        | 6:2, 6:2      |
| 5.  | 21. August 1995   | Sopot          | ITF $75.000 | Sand      | Janette Husárová   | 4:6, 6:3, 6:3 |
| 6.  | 17. Dezember 1995 | Ostrava        | ITF $10.000 | Hartplatz | Jana Pospíšilová   | 6:4, 6:3      |
| 7.  | 14. Dezember 1997 | Ostrava        | ITF $10.000 | Hartplatz | Michaela Paštiková | 6:3, 6:3      |

### Doppel
| Nr. | Datum         | Turnier    | Kategorie   | Belag     | Partnerin        | Finalgegnerinnen                       | Ergebnis |
| --- | ------------- | ---------- | ----------- | --------- | ---------------- | -------------------------------------- | -------- |
| 1.  | 25. März 1991 | Putignano  | ITF $10.000 | Hartplatz | Pavlína Rajzlová | Giovanna Carotenuto Marja-Liisa Kuurne | 6:4, 6:2 |
| 2.  | 22. Juli 1991 | Schwarzach | ITF $25.000 | Sand      | Karina Habšudová | Agnese Gustmane Heidi Sprung           | 6:3, 6:1 |

## Abschneiden bei Grand-Slam-Turnieren

### Einzel
| Turnier         | 1993 | 1994 | 1995 | 1996 | 1997 | 1998 | 1999 | Karriere |
| --------------- | ---- | ---- | ---- | ---- | ---- | ---- | ---- | -------- |
| Australian Open | —    | 1    | 1    | 2    | 1    | 1    | 1    | 2        |
| French Open     | 1    | 1    | 1    | 1    | 2    | 2    | 1    | 2        |
| Wimbledon       | 1    | 1    | 1    | AF   | 1    | 1    | 2    | AF       |
| US Open         | —    | 2    | AF   | 1    | 1    | 1    | —    | AF       |